# キム・グクホン
キム・グクホン（김국헌、金國憲、1997年4月15日 - ）は、韓国の歌手。男性アイドルグループMYTEENの元メンバー。

## 来歴
2017年7月、MYTEENのメンバーとしてデビュー。10月にはオーディション番組『MIXNINE』に参加。
2019年には、Mnetのオーディション番組『PRODUCE X 101』に参加し、最終順位は21位であった。同年、8月にMY TEENが解散し、MY TEENの元メンバーで『PRODUCE X 101』に共に参加したソン・ユビンとボーイズユニットB.O.Yを結成する。
2021年4月にB.O.Yは解散し、ソロで活動を行っている。
2022年5月、グローバプロジェクトからOGMEエンターテイメント×AMSAグループとのTHAI×KOREANアーティストコラボ”CLOUD9”コラボに参加した。

## 出演
- MIXNINE（2017年、JTBC）
- PRODUCE X 101（2019年、Mnet）
- 明日は国民歌手[5][6]（2021年、TV朝鮮）

## ミュージックビデオ
- CLOUD9 （2022、）